# Goran Žuvela
Goran Žuvela je hrvatski džudaš, član "AJK Mladost" 1960-ih i 70-ih godina. Višestruki je prvak Hrvatske i bivše SFRJ. Vrhunski je džudaš i trener-pedagog.
Značajniji međunarodni rezultati:
- 1974, London, Prvenstvo Europe, 1. mjesto, 93 kg;
- 1974, Bruxelles, Studentsko prvenstvo svijeta, 3. mjesto, 93 kg;
- 1974, Bruxelles, Studentsko prvenstvo svijeta, 3. mjesto, apsolutna kategorija;
- 1976, Kijev, Prvenstvo Europe, 3. mjesto, -93 kg.

Početkom 1980-ih godina bio je izbornik i trener džudaške reprezentacije SFRJ.
Trenirao je zajedno s državnim reprezentativcima Slobodanom Kraljevićem i Mladenom Markačem, budućim osvajačima odličja za Jugoslaviju na Europskom prvenstvu u Londonu 1974. godine. Veće rezultate nije postigao zbog toga što su savezni treneri zapostavljali hrvatske džudaše. Jedini je od sjajne generacije hrvatskih džudaša uspio probiti tu barijeru koju su izbornici Jugoslavije postavljali hrvatskim džudašima. Tako je uspio nastupiti na Olimpijskim igrama u Montrealu 1976. gdje je u iznimnoj borbi tijesno izgubio borbu s Belgijancem Van de Walleom, višestrukim medaljonošom s europskih, svjetskih i olimpijskih natjecanja.
Po znanju i kvaliteti trebao je Žuvela s još nekolicinom hrvatskih džudaša, (Davor Vukorepa do 60 kg, Neven Šavora do 65 kg, Mladen Markač do 78 kg, Ivica Spaček do 86 kg,
Hrvoje Sertić do 86 kg, Stevo Mentus -100 kg, Tihomir Palijan +100 kg), nastupati i na Olimpijskim igrama u Moskvi 1980., Los Angelesu 1984. i Seulu 1988., no na OI 1980. i 1984. to je uspjelo samo Voji Vujeviću u kategoriji do 71 kg.

## Vanjske poveznice
- Goran Žuvela  Arhivirana inačica izvorne stranice od 17. prosinca 2012. (Wayback Machine) na sports-reference.com